# Ministerium des Innern und für Sport des Landes Rheinland-Pfalz

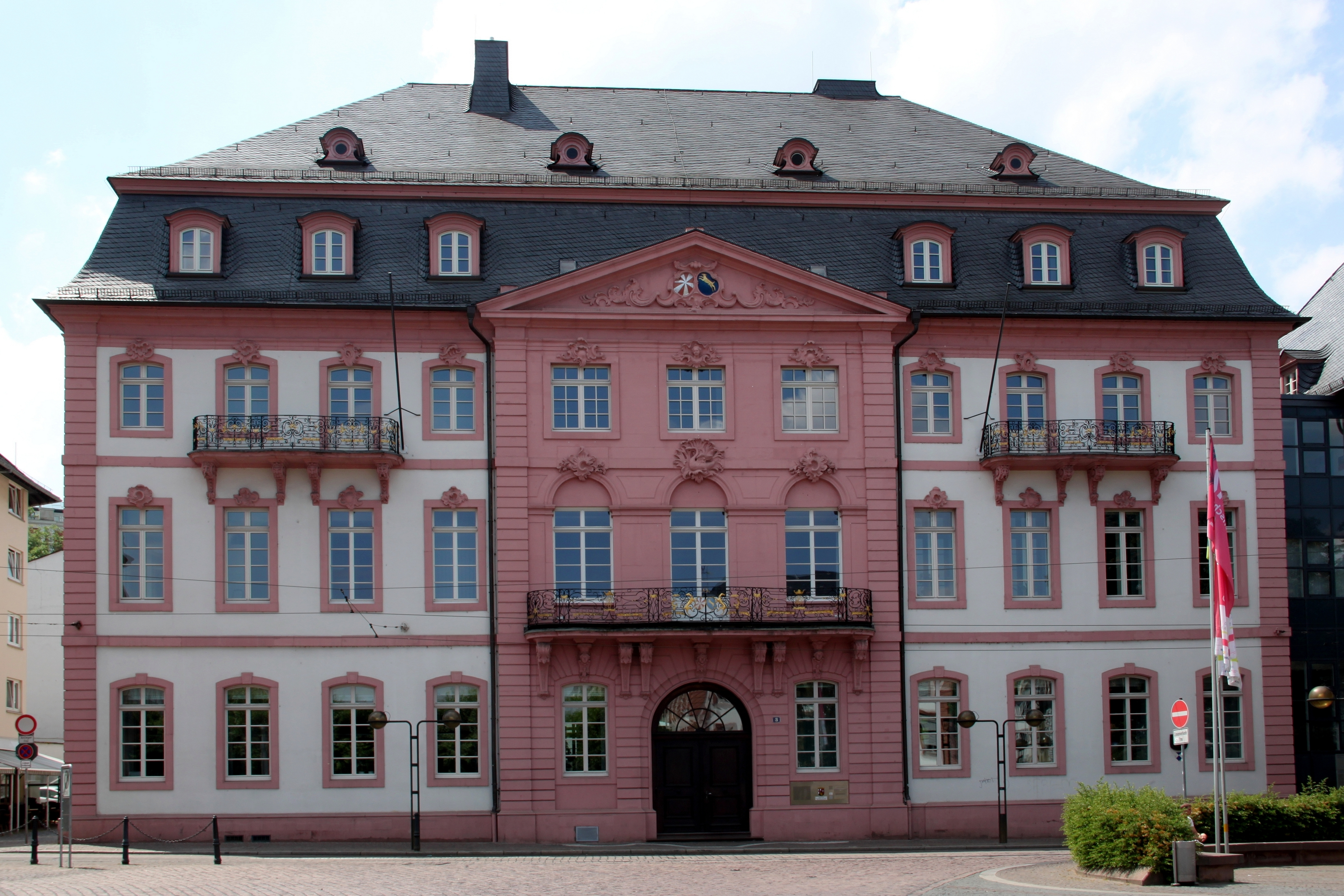
Bassenheimer Hof in Mainz

Das Ministerium des Innern und für Sport des Landes Rheinland-Pfalz ist eine oberste Landesbehörde mit Sitz im Bassenheimer Hof in der Landeshauptstadt Mainz. Es ist neben der Staatskanzlei eines der neun Ministerien der Landesregierung von Rheinland-Pfalz.

## Behördenleitung
Seit dem 13. Oktober 2022 ist Michael Ebling (SPD) Minister des Inneren und für Sport des Landes Rheinland-Pfalz. Staatssekretäre sind Simone Schneider und Daniel Stich (beide SPD).

## Nachgeordnete Behörden
- Aufsichts- und Dienstleistungsdirektion (ADD)
- Struktur- und Genehmigungsdirektion Nord (SGD Nord)
- Struktur- und Genehmigungsdirektion Süd (SGD Süd)
- Generaldirektion Kulturelles Erbe Rheinland-Pfalz
- Statistisches Landesamt Rheinland-Pfalz
- Landesamt für Vermessung und Geobasisinformation Rheinland-Pfalz
- Landeskriminalamt Rheinland-Pfalz
- Polizeipräsidium Einsatz, Logistik und Technik Rheinland-Pfalz (PP ELT)
- Polizeipräsidium Mainz
- Polizeipräsidium Rheinpfalz
- Polizeipräsidium Westpfalz
- Polizeipräsidium Koblenz
- Polizeipräsidium Trier
- Hochschule der Polizei Rheinland-Pfalz (HdP)
- Hochschule für öffentliche Verwaltung (HöV)
- Zentrale Verwaltungsschule Rheinland-Pfalz
- Feuerwehr- und Katastrophenschutzakademie Rheinland-Pfalz

## Innenminister seit 1946
| Name                                             | Amtsantritt                                | Kabinett                 | Partei              |
| Minister des Innern                              | Minister des Innern                        | Minister des Innern      | Minister des Innern |
| ------------------------------------------------ | ------------------------------------------ | ------------------------ | ------------------- |
| Jakob Steffan                                    | 3. Dezember 1946                           | Boden I                  | SPD                 |
| Wilhelm Boden                                    | 13. Juni 1947                              | Boden II                 | CDU                 |
| Jakob Steffan                                    | 9. Juli 1947                               | Altmeier I               | SPD                 |
| Peter Altmeier                                   | 20. Oktober 1949                           | Altmeier I               | CDU                 |
| Minister des Innern und für Soziales             |                                            |                          |                     |
| Alois Zimmer                                     | 13. Juni 1951 1. Juni 1955                 | Altmeier II Altmeier III | CDU                 |
| Otto van Volxem                                  | 15. Oktober 1957                           | Altmeier III             | CDU                 |
| August Wolters                                   | 19. Mai 1959 18. Mai 1963                  | Altmeier IV Altmeier V   | CDU                 |
| Minister des Innern                              |                                            |                          |                     |
| August Wolters                                   | 18. Mai 1967 19. Mai 1969                  | Altmeier VI Kohl I       | CDU                 |
| Heinz Schwarz                                    | 18. Mai 1971 18. Mai 1975                  | Kohl II Kohl III         | CDU                 |
| Kurt Böckmann                                    | 2. Dezember 1976                           | Vogel I                  | CDU                 |
| Minister des Innern und für Sport                |                                            |                          |                     |
| Kurt Böckmann                                    | 18. Mai 1979 18. Mai 1983                  | Vogel II Vogel III       | CDU                 |
| Rudi Geil                                        | 23. Juni 1987 8. Dezember 1988             | Vogel III Wagner         | CDU                 |
| Minister des Innern                              |                                            |                          |                     |
| Rudi Geil                                        | 21. Juni 1990                              | Wagner                   | CDU                 |
| Walter Zuber                                     | 21. Mai 1991                               | Scharping                | SPD                 |
| Minister des Innern und für Sport                |                                            |                          |                     |
| Walter Zuber                                     | 26. Oktober 1994 20. Mai 2006 18. Mai 2001 | Beck I Beck II Beck III  | SPD                 |
| Karl Peter Bruch                                 | 25. Februar 2005 18. Mai 2006              | Beck III Beck IV         | SPD                 |
| Minister des Innern, für Sport und Infrastruktur |                                            |                          |                     |
| Roger Lewentz                                    | 18. Mai 2011 16. Januar 2013               | Beck V Dreyer I          | SPD                 |
| Minister des Innern und für Sport                |                                            |                          |                     |
| Roger Lewentz                                    | 18. Mai 2016 18. Mai 2021                  | Dreyer II Dreyer III     | SPD                 |
| Michael Ebling                                   | 13. Oktober 2022 10. Juli 2024             | Dreyer III Schweitzer    | SPD                 |

## Staatssekretäre
- 1947–1949: Franz-Josef Würmeling
- 1949–1951: Otto Schmidt
- 1951–1961: Udo Krauthausen
- 1961–1963: Heinrich Meiborg
- 1963–1967: Klaus-Berto von Doemming
- 1967–1979: Alois Schreiner
- 1979–1985: Klaus-Dieter Uelhoff
- 1985–1988: Franz Peter Basten
- 1988–1990: Leo Schönberg
- 1990–1991: Gabriele Wurzel
- 1991–1994: Klaus Rüter
- 1994–2001: Ernst Theilen
- 2001–2005: Karl Peter Bruch
- 2005–2006: Hendrik Hering
- 2006–2011: Roger Lewentz
- 2011–2014: Jürgen Häfner
- 2011–2015: Heike Raab
- 2014–2019: Günter Kern
- 2015–2022: Randolf Stich
- 2019–2024: Nicole Steingaß
- seit 2022: Simone Schneider
- seit 2024: Daniel Stich